# Dídac Devesa
Dídac Ángel Devesa Albis (Esporles, 30 dicembre 1990) è un calciatore spagnolo, centrocampista dell'Achyrōnas Onīsilos.

## Carriera

### Club
L'11 luglio 2018 viene acquistato a titolo definitivo dalla squadra cipriota dell'Ermīs Aradippou.